# BILOfix

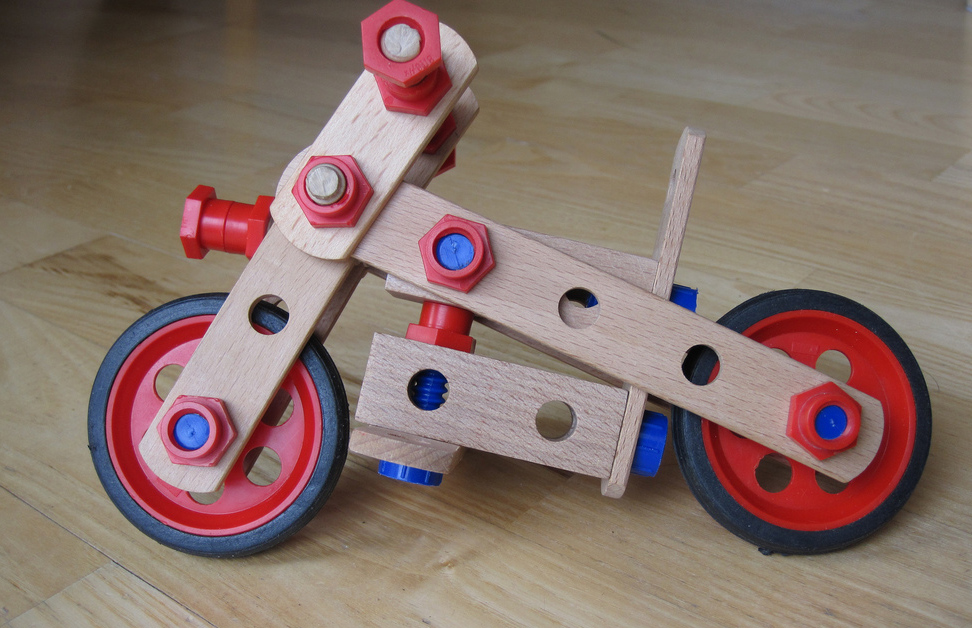
Kleines Motorrad, gebaut aus BILOfix-Elementen

BILOfix war ein Holzkonstruktionsspielzeug, das von Ole Kirk Christiansen entwickelt wurde. Der Name BILO leitet sich von „Billund und Ole Kirk Christiansen“ ab.

## Spielzeug
BILOfix richtete sich an Kinder im Alter von 36 Monaten bis sechs Jahren. Alle Bauleisten und Achsen wurden aus Hölzern wie Ahorn und Buche gefertigt, etliche Verbindungselemente wie Schrauben und Muttern sowie Werkzeuge bestanden aus Kunststoff, dem gleichen Material wie die bekannten Lego-Steine.  Die Verbindungselemente waren universell einsetzbar.
Die Bauelemente wurden in einem Modellkasten mit bebilderter Bauanleitung angeboten, so konnte man zunächst einige Modelle nachbauen. Die Bauelemente ließen sich darüber hinaus zu beliebigen neue Konstruktionen kombinieren.
Es gab auch Erweiterungskästen mit Zahnrädern, Getriebeschnecken, Ketten sowie einen Elektromotor (Getriebemotor) mit Batteriekasten.

## Geschichte
Die Fabrik wurde 1955 von Gerhardt Kirk Christiansen, einem der vier Söhne von Ole Kirk Christiansen, der auch das bekannte LEGO entwickelt hat in Billund gegründet. Nach einem Brand bei LEGO in Billund im Jahre 1962 wurde von den vier Brüder der Familie Kirk Christiansen entschieden, die Produktion von Holzspielwaren nicht wieder aufzunehmen. BILOfix zog daraufhin nach Kolding um. Um eine Verwechslung mit dem in Deutschland bekannten Baufix zu vermeiden, wurde BILOfix in BILOtoy umbenannt.
Von 1969 bis 1972 übernahm die Revell GmbH den Vertrieb von BILOtoy. Da der erwünschte Erfolg von BILOtoy, jetzt Revell BILOtoy genannt, aber ausblieb, ging BILOtoy wieder zurück an LEGO und wurde in HANSEtec umbenannt.